# サーチクロス
サーチクロス (SEARCH X) は、株式会社ビレッジセンターが販売していたWindows上で動作するデスクトップ検索ツールである。

## 概要
2002年10月28日発売。発売当時の特徴は以下の通りである。
- 高速なインデックス作成と瞬時の検索結果表示
- 多数の電子メールクライアントに対応。MS Officeや一太郎文書にもOLEを利用して対応
- 画面は3ペイン構造で、検索結果とそのプレビューが確認できる
- ひらがなは原則的に検索できない

検索アルゴリズムは公にされていないが、ひらがなが無視されているところなどから考えて、文字種別に切り分けてインデックスを作成しているものと推測される。文字種別に切り分けると、たとえば「首相官邸」という語を含む文書が「官邸」でヒットしないという事態が起こる。サーチクロスでは検索オプションで「先頭一致検索」をオフにすることで、「官邸」で「首相官邸」を含む文書がヒットするようになる。その代わり検索速度は「先頭一致検索」がオンの場合より理論値で10倍以上遅くなるという（マニュアルより）。
2004年3月にはバージョン2.0が発売され、1.0ユーザーは無償でバージョンアップができた。その後も機能強化が続けられ、最終バージョンでは前述に加え以下のような特徴を持つに至った。
- xdoc2txt などの文書フィルタを使用することで、MS Officeや一太郎文書などで、より安定度の高いインデックス化が可能となる
- インデックスを複数に分割することが可能となり、インデックスファイル肥大化によるパフォーマンスの低下を避けることが出来る
- Tatsu作「dat2txt」を文書フィルタとして利用することで2ちゃんねるdatの検索が可能となる

Windows Vistaに標準でデスクトップ検索機能が付属したことや、Googleデスクトップなど無償のデスクトップ検索ツールがシェアを伸ばしており、サーチクロスのような有償のデスクトップ検索ツールは苦戦を強いられることが必至となった。しかし、「必要なときに必要なインデックスだけ更新が可能」「2ちゃんねる専用ブラウザの過去ログ検索がしたい」などサーチクロスの有用性を強調するユーザーも多い。
2008年9月30日サーチクロスVer2.0の販売を終了

## 動作環境
OS: Windows 95 / 98 / Me / NT 4.0 / 2000 / XP / Vista

メモリ: それぞれのOSに必要な動作メモリ

必要ハードディスク空き容量: 本体1.2MB、他にインデックス容量が最低10MB

## 最新バージョンのバグ
最新バージョンは、2.11(sxset211.exe)であるが、本バージョンには以下のバグが存在する。
よって、最新の安定バージョンは、2.10a(sxset210a.exe)であるといえる。

### バグの内容
インデックス上には残っているが、ファイル本体は既に存在しないようなファイルを検索すると、ファイル名が赤文字表示される。しかし、この時に「ディスクがありません」というポップアップエラーが何度も連続で表示され、まともに操作できなくなる。